# Mielin
Mielín je sestavina mielínske ovójnice, ki vsebuje 30 odstotkov beljakovin in 70 odstotkov lipidov, z visoko koncentracijo holesterola in fosfolipidov. V mielinski ovojnici je naslojen v koncentričnih plasteh z dvojno membransko strukturo.
Mielin predstavlja električno izolatorno snov, ki obdaja običajno le nevrite (aksone) živčnih celic. Je bistven za pravilno delovanje živčnega sestava. Izrašča iz nevroglijskih celic. Tvorba mielinske ovojnice se imenuje mielinizacija in nastopi v štirinajstem tednu plodovega razvoja, vendar pa je v možganih ob rojstvu le majhna količina mielina. V otroštvu mielinizacija poteka pospešeno in se upočasni v obdobju adolescence in zgodnje odraslosti, vendar nastajanje novih mielinskih ovojnic v sivi substanci, npr. možganski skorji, poteka vse življenje. Zaradi pospešene mielinizacije je pomembno, da imajo otroci, mlajši od dveh let, v prehrani dovolj maščob (njihove potrebe so večje kot pri odraslih).
Vir mielina v obkrajnem živčevju so Schwannove celice, nevrite osrednjega živčevja pa mielinizirajo oligodendrociti (predvsem interfascikularni).
Mielin je leta 1854 odkril Rudolf Virchow.

## Sestava
Sestava mielina je odvisna od vrste celice, ki ga proizvaja, vendar pa v vseh primerih zagotavlja isto izolacijsko vlogo. Mielinizirani nevriti so na videz bele barve in odtod izvira tudi poimenovanje bela možganovina.
Mielin je sestavljen v okoli 40 % iz vode; 70–80 % suhe mase predstavljajo lipidi, 15–30 % pa beljakovine.  Med beljakovinami so med drugimi prisotni mielinski bazični protein (MBP), mielinski oligodendrocitni glikoprotein (MOG) in proteolipidni protein (PLP). Primarni mielinski lipid je glikolipid, poimenovan galaktocerebrozid. Vmes se nahajajo ogljikovodikove verige sfingomielina, ki učvrščuje mielinsko ovojnico. 

## Vloga
Poglavitna vloga mielinske ovojnice je povečanje hitrosti potovanja akcijskega potenciala vzdolž nevrita. Po nemieliziniranem vlaknu potuje dražljaj nepretrgoma v obliki vala, po mieliniziranem vlaknu pa skokovito – poskakuje iz enega Ranvierovega zažetka na drugega. Mielinska ovojnica namreč ni zvezna; v enakih razmikih se pojavljajo vrzeli, ki niso obdani z mielinsko ovojnico (t. i. Ranvierovi zažetki), kjer je nevrit gol.
Mielin močno poveča električno upornost vzdolž celične membrane ter zmanjša kapacitivnost. S tem mielinska ovojnica pomaga preprečevati, da bi električni dražljaj zapustil nevrit.
Če se periferno vlakno prekine, predstavlja preostala mielinska ovojnica sled, kjer naj bi vlakno ponovno zaraslo. Vendar pa mielinska ovojnica ne zagotavlja optimalne regeneracije živčnega vlakna; nekatera regenerirana vlakna ne najdejo ponovno poti do pravega mišičnega vlakna, nekateri poškodovani motorični nevroni obkrajnega živčevja pa ponovno sploh ne zarastejo. Če sta poškodovana mielinska ovojnica in živčno vlakno, je tveganje za funkcionalno motnjo povečano. Nemielizirana vlakna in mielizirani nevriti osrednjega živčevja se pri sesalcih ne regenerirajo.

## Demielinizacija
Demielinizacija je propadanje mielinskih ovojnic in je značilna za nekatere nevrodegenerativne avtoimunske bolezni, na primer multiplo sklerozo, akutni diseminirani mielitis, transverzni mielitis, kronično vnetno demielinizirajočo polinevropatijo, Guillain-Barréjev sindrom, dedne demielinizirajoče bolezni, kot je Charcot-Marie-Toothova bolezen ...  Tudi bolniki s perniciozno anemijo lahko utrpijo poškodbo živcev, če diagnoza ni dovolj zgodnja.
Vlogo pri demielinizacijskih procesih naj bi igral tudi imunski sistem, vključno z vnetji, ki lahko povzročijo demielinizacijo zaradi prekomerne proizvodnje citokinov.

### Simptomi
Demielizirajoče bolezni povzročajo različne simptome, odvisno od živcev, ki so prizadeti. Pride do motenj pri povezavi med možgani in drugimi deli telesa.
Značilni siptomi so:
- motnjave v osrednjem vidnem polju, ki prizadenejo le eno oko; pridružena je lahko bolečina pri premiku oči nazgor
- dvojni vid
- neprijeten občutek v nogah, rokah, prsih ali na obrazu (na primer drevenenje)
- oslabelost rok ali nog
- zaznavne motnje (motnje govora, izguba spomina)
- občutljivost na toploto (simptomi se pojavijo oziroma ojačajo po izpostavljenosti toploti, na primer po vroči prhi)
- težave pri finih gibih
- težave pri koordiniranju gibov ali motnje ravnotežje
- težave pri nadzorovanju odvajanja blata ali mokrenja
- utrujenost.

### Regeneracija mielina
Raziskave na področju obnavljanja mielinskih ovojnic so v poteku. Gre za tehnike, ki vključujejo presaditev oligodendrocitnih prekurzorskih celic v osrednje živčevje in induciranje obnavljanja mielina s pomočjo protiteles. Pri miših so s pomočjo presaditve matičnih celic prišli do spodbudnih izidov, vendar učinkovitost pri ljudeh še ni poznana..